# Moraån

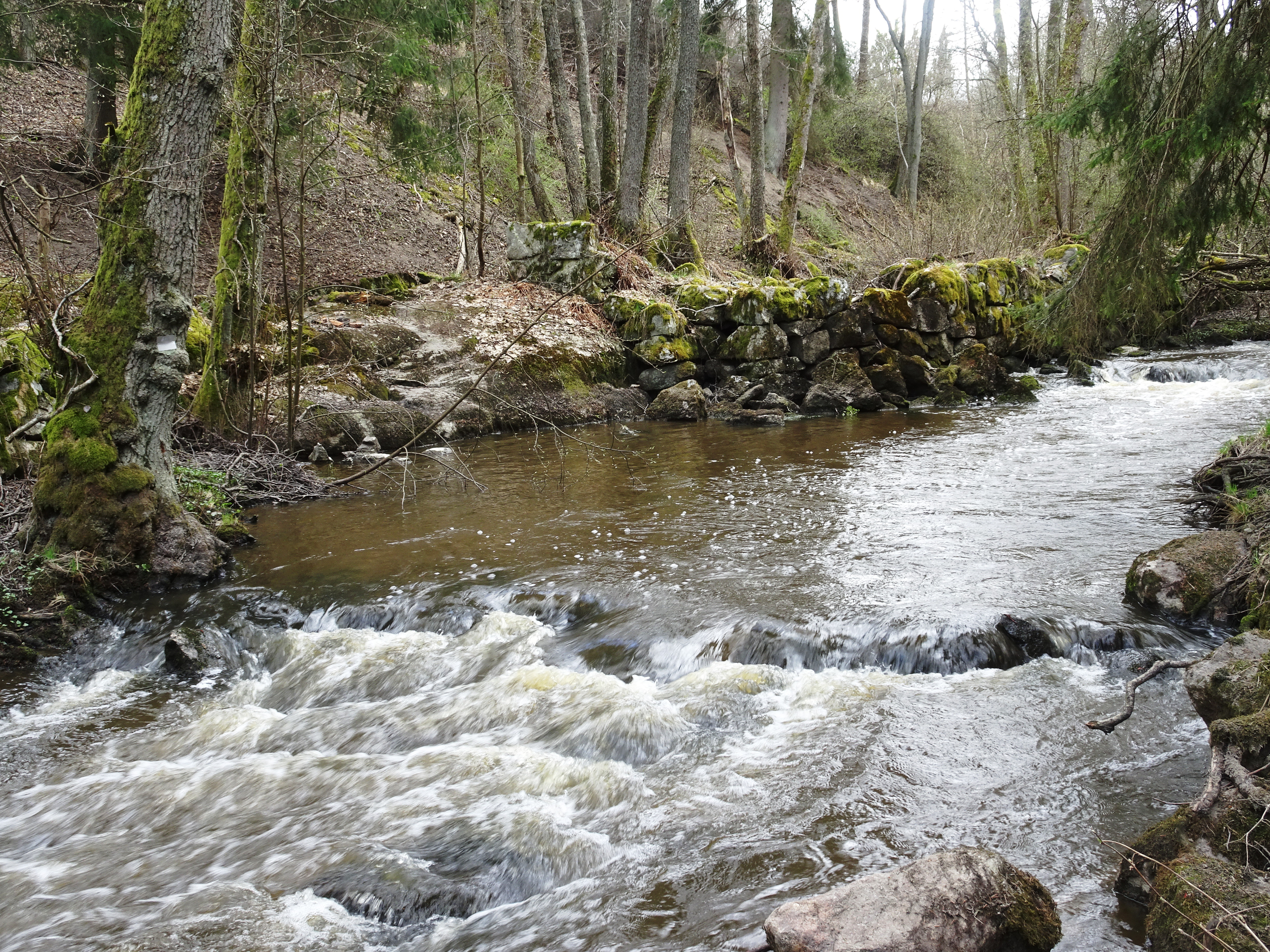
Moraåns dalgång vid det numera försvunna Kläppens tegelbruk, april 2018.

Moraån är ett vattendrag i Södertälje kommun, Stockholms län.

## Beskrivning
Moraån har sitt namn efter Mora gård i tätorten Järna i Södertälje kommun. Moraån, som avvattnar ett stort avrinningsområde i Södermanland har biflödesordning 3, vilket innebär att vattnet flödar genom totalt 3 vattendrag innan det når Järnafjärden i Östersjön. Ån sträcker sig från Kvarnsjön förbi tätorten Järna och mynnar i Järnafjärden vid Saltå kvarn. Strax nordväst om Järna förenar Moraån sig med Ogaån från sjön Ogan. Söder om Järna bildar Moraån en cirka fyra kilometer lång, meandernde ravin. Ravinen och dess närmaste omgivning är sedan 2013 skyddat som Moraåns dalgång naturreservat. Här ligger ett av länets viktigaste reproduktionsområden för havsöring.